# Tamopsis hirsti
Tamopsis hirsti är en spindelart som beskrevs av Baehr 1998. Tamopsis hirsti ingår i släktet Tamopsis och familjen Hersiliidae.
Artens utbredningsområde är Sydaustralien. Inga underarter finns listade i Catalogue of Life.